# جبل الهضبة الطويلة
جبل الهضبة الطويلة (بالإسبانية: Cerro de la Loma Larga)‏ هو امتداد سفلي لسلسلة جبال الأم الشرقية. يقع في منطقة مونتيري، نويفو ليون الحضرية.